# 王羲之

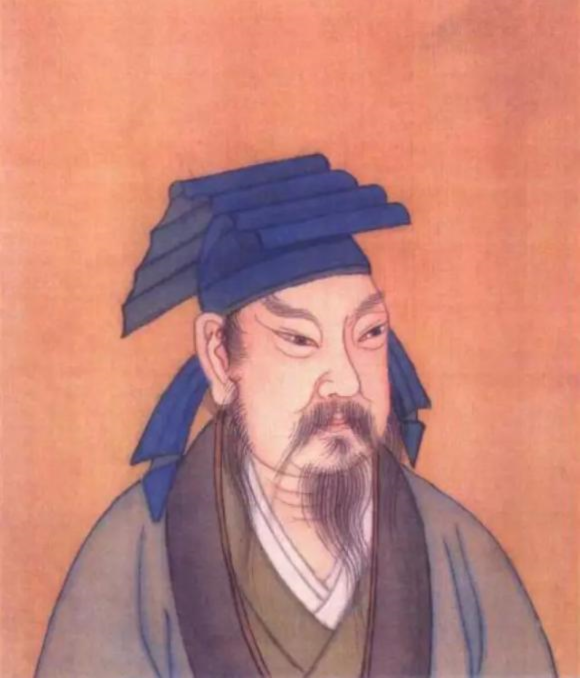
王羲之

王 羲之（おう ぎし、拼音: Wáng Xīzhī、303年 - 361年）は、中国東晋の政治家・書家。字は逸少。右軍将軍となったことから世に王右軍とも呼ばれている。本貫は琅邪郡臨沂県（現在の山東省臨沂市蘭山区）。魏晋南北朝時代を代表する門閥貴族の琅邪王氏の出身である。
曾祖父は王覧（王祥の弟）。祖父は王正。父は王曠（東晋の淮南郡太守）。妻は郗鑒の娘の郗璿。子は王玄之（長男）・王凝之（次男）・王渙之（三男）・王粛之（四男）・王徽之（五男）・王操之（六男）・王献之（七男）。子孫に王楨之（王徽之の子）・智永らがいる。

## 略歴

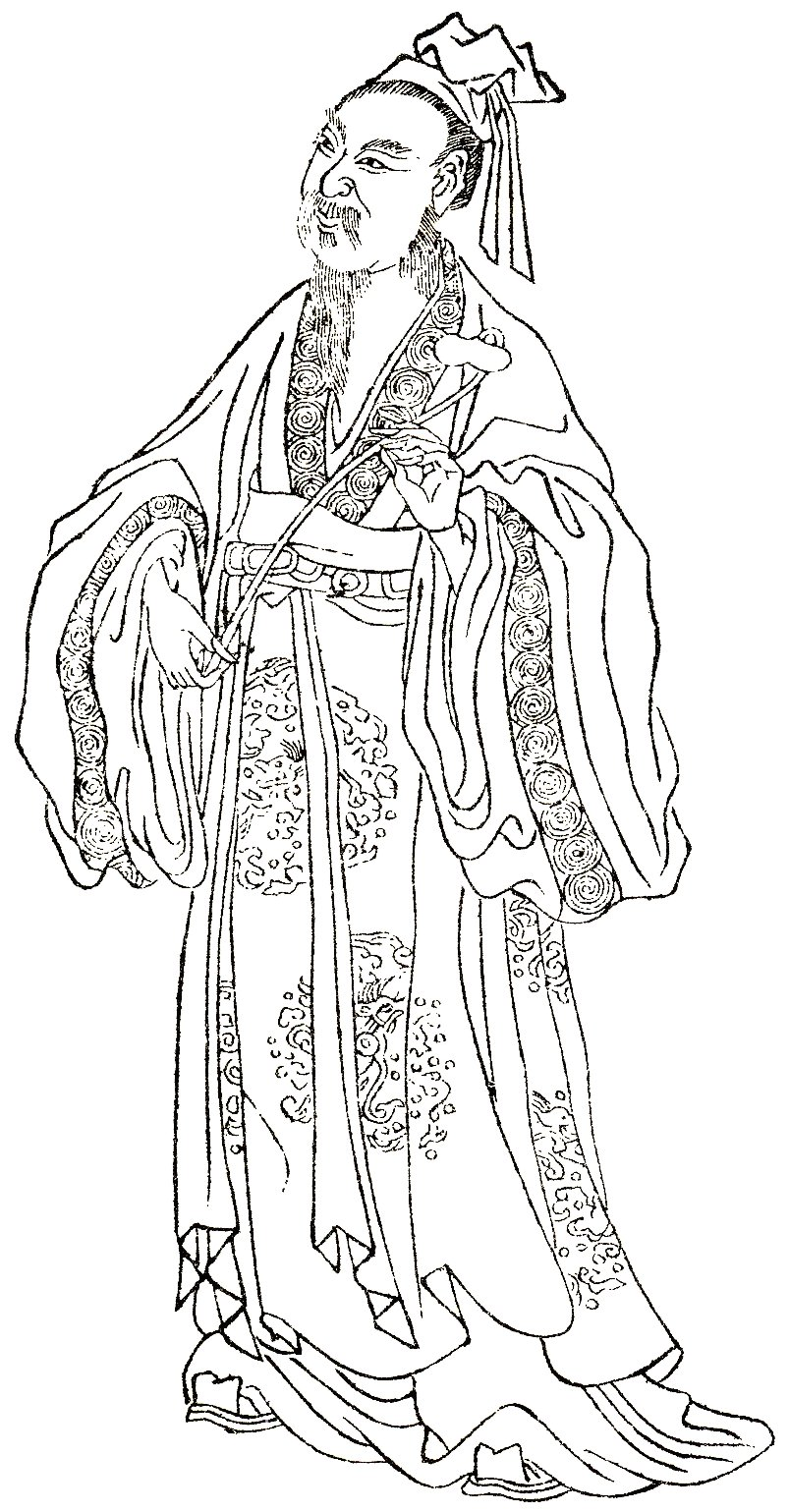
『晩笑堂竹荘畫傳』所収の王羲之

王羲之は魏晋南北朝時代を代表する門閥貴族、琅邪王氏の家に生まれる。成長する過程において、癲癇の発作に見舞われたり、吃音のために人前に出るのが嫌になり、人柄がすっかり変わって引込み思案になってしまった時期もあった。東晋建国の元勲であった同族の王導や王敦らからは、一族期待の若者として将来を嘱望されていた。東晋の有力者である郗鑒の目にとまりその女婿となり、またもう一人の有力者であった征西将軍・庾亮からは、彼の幕僚に請われて就任し、その人格と識見を称えられた。その後も羲之は朝廷の高官から高く評価され、たびたび中央の要職に任命されたが、羲之はそのたびに就任を固辞した。友人の揚州刺史・殷浩による懇願を受け、ようやく護軍将軍に就任するも、しばらくして地方転出を請い、右軍将軍・会稽内史（会稽郡の長官、現在の浙江省紹興市付近）となった。
羲之は会稽に赴任すると、山水に恵まれた土地柄を気に入り、次第に詩、酒、音楽にふける清談の風に染まっていき、ここを終焉の地と定め、当地に隠棲中の謝安や孫綽・許詢・支遁ら名士たちとの交遊を楽しんだ。一方で会稽一帯が飢饉に見舞われた時は、中央への租税の減免を要請するなど、地方行政にも力を注いでいる。
永和10年（354年）、かねてより羲之と不仲であった王述（琅邪王氏と遠縁筋の太原王氏出身）が会稽内史を管轄する揚州刺史となる。王羲之は王述の下になることを恥じ、会稽郡を揚州の行政機構からはずすよう要請したが却下された。王述が会稽郡にさまざまな圧力をかけてくると、これに嫌気が差した王羲之は、翌永和11年（355年）、病気を理由に官を辞して隠遁する。官を辞した王羲之はその後も会稽の地にとどまり続け、当地の人士と山水を巡り、仙道の修行に励むなど悠々自適の生活を過ごしたという。

## 業績

『蘭亭序』
神龍半印本（部分）

王羲之は、書の芸術性を確固たらしめた普遍的存在として「書聖」と称される。7歳の時から衛夫人のもとで書を学び、後漢の蔡邕、魏の鍾繇の書法を伝授され、その法を秘中の秘とした。さらに各地を巡って古書を閲覧するなど、寝食を忘れて精進したという。末子の王献之も書を能くし、併せて二王の称をもって伝統派の基礎を形成し、後世の書人に及ぼした影響は絶大なものがある。
王羲之の書の名声を高めたのは、唐の太宗の強い支持と宋の太宗により編纂された『淳化閣帖』の影響が大きい。王羲之の作品としては、行書の『蘭亭序』が最も高名であるが、王羲之は各体を能くし、唐の張懐瓘の撰『書断』では楷書 / 行書 / 草書 / 章草 / 飛白の5体を神品としている。中国では多芸を重んじる傾向があり、王羲之の書が尊ばれる要因はここにある。『古今書人優劣評』に、「王羲之の書の筆勢は、ひときは威勢がよく、竜が天門を跳ねるが如く、虎が鳳闕に臥すが如し」と形容されている。
他の作品には、『楽毅論』『十七帖』『集王聖教序』『黄庭経』『喪乱帖』『孔侍中帖』『興福寺断碑』などがある。
その書は日本においても奈良時代から手本とされている。前出の『書断』には、
中国語（原語）
王羲之、晋帝時、祭北郊更祝版。
工人削之、筆入木三分。
抄訳
東晋の王羲之が祝版（祭文）を書いた。
（誤字を消す）職人が木簡を削ってみたところ、あまりの筆圧で木簡には3分ほども筆の墨汁が染みこんでいた
ともあり、この故事が日本に伝わり日本の書道は入木道とも呼ばれていた。

### 後世への影響
書聖と称されただけあり、後世の書道界への影響は絶大であった。後の時代の書家はほぼ全員が王羲之を手本として、何らかの影響を受けたと言われている。そのため、「書道を習う者はまず王羲之を学んでから他を学べ」とさえ言われた。
科挙においても王羲之の技法で書かなければ答えが合っていても合格にならなかったと言われている。文字通り「王羲之の文字にあらずんば文字にあらず」とさえ言われたのである。

## 真筆
唐の太宗（李世民）は王羲之の書を愛し、真行290紙・草書2000紙を収集した。死去に当たって『蘭亭序』を自らの陵墓である昭陵に副葬させたと言われている。その後の戦乱を経て王羲之の真筆は全て失われたと考えられている。現在、王羲之の書とされているものも、唐代以降に模写したものと、石版や木板に模刻して制作した拓本のみであるとされている。『快雪時晴帖』は、古くは唯一の真筆と考えられており、清の乾隆帝はこの書を愛し、自ら筆を持ち「神」と記した。しかし現在では『喪乱帖』などと同様に、精密な双鉤塡墨等の手法による模写本であるとされている。

## 主な法帖

### 楷書
- 楽毅論（がっきろん） - 永和4年（348年）
戦国時代の燕の宰相であった楽毅の言行を、三国時代の魏の夏侯玄が論じたもので、羲之の小楷として第一位に置かれる。日本では光明皇后の臨書したものが正倉院宝物として遺されている。
- 黄庭経（こうていきょう） - 永和12年（356年）
老子の養生訓で、羲之の小楷の中でも気韻が高い。真跡として唐に伝わったものは安史の乱で消失し、今日に見られるものは、これの臨模本を模刻したもので、宋の拓本を最古とする。
- 東方朔画賛（とうほうさくがさん） - 永和12年（356年）
漢の武帝に仕えた東方朔という奇人の画像の賛として書かれた。
- 孝女曹娥碑（こうじょそうがひ、『曹娥碑』とも） - 升平2年（358年）
小楷の法帖。曹娥碑の建碑は後漢であり、後に王羲之がその碑を臨書したといわれ、末尾に「昇平（升平）二年」（358年）の年紀が見える。しかし、本帖は南宋になって初めて文献に出たもので、王羲之の書である確証はない。現存するのは、六朝人の手によるものと推測される臨模本（絹本、遼寧省博物館所蔵）と『筠清館帖』・『群玉堂帖』・『停雲館帖』・『三希堂法帖』などに刻入された拓本がある。建碑の由来は、後漢の上虞（現在の浙江省紹興市上虞区）の曹盱（そうく）という者が溺死し、その娘の曹娥が嘆き悲しみ、父を慕ってその場所に身を投げ、5日後に父の屍を抱いて浮かび上がったという事跡から、その曹娥の孝心を讃えて上虞の県長が邯鄲淳に撰文させ、建碑したというものである[11][12][13][14]。

### 行書
- 蘭亭序（らんていじょ）- 永和9年（353年）
- 集王聖教序（しゅうおうしょうぎょうじょ）
『集字聖教序』ともいう。唐の太宗が玄奘三蔵の業績を称えて撰述したもので、これに高宗の序記、玄奘の訳した般若心経を加え、弘福寺の沙門[注 7]懐仁（えにん）が、高宗の咸亨3年（672年）12月勅命を奉じ、宮中に多く秘蔵していた王羲之の遺墨の中から必要な文字を集めて碑に刻したものである。字数は約1800字で、原碑は現存する。
羲之が歿してのち、300年後の仕事であるので困難も多く、偏と旁を合わせたり、点画を解体して組み立てた文字もあり、完成するのに25年を要したといわれる。
- 興福寺断碑（こうふくじだんぴ）
唐の興福寺の僧大雅が、羲之の行書を集字して、開元9年（721年）に建てたものであるが、碑は上半分を失って700余字を残しているため、半截碑ともいう。また、文中、「矣」の字を「呉」と誤っているので、呉文断碑ともいう。明の万暦年間に長安城内の草中より発見された。
- 喪乱帖（そうらんじょう）
王羲之の手紙の断片を集めたもので、『喪乱帖』8行、『二謝帖』5行（1行ずつの断片を集めたもの）、『得示帖』4行の計17行が一幅になっている[15]。書簡の最初の行に「喪乱」の句があるのでこのように呼ばれる。縦に簾目（すだれめ）のある白麻（はくま）紙に、双鉤塡墨で模したものであるが、肉筆と見違えるほど立派である。東京・三の丸尚蔵館蔵。右端の紙縫に「延暦勅定」の印3顆[注 8]が押捺されているところから、桓武天皇の御府に既に存在していたことが分かる。
- 孔侍中帖（こうじちゅうじょう）
『哀禍帖』（あいかじょう）・『九月十七日帖』・『憂懸帖』（ゆうけんじょう）の3帖から成る。一括して『九月十七日帖』また『孔侍中帖』という。『喪乱帖』と同じ紙で、双鉤塡墨。また『哀禍帖』と『九月十七日帖』との間の紙縫に、同じく「延暦勅定」の印3顆が押捺されている。現在は前田育徳会蔵。国宝。
- 快雪時晴帖（かいせつじせいじょう）
「羲之頓首」に始まり、時候の挨拶に続いて相手の安否を気遣い、要件を済ますといった、形式通りに書かれた手紙文3行と「山陰張侯」（宛名）の4行からなる。清の乾隆帝が、王献之の『中秋帖』、王珣の『伯遠帖』とともに珍蔵し、その室を「三希堂」と名付けたことで著名（『三希堂法帖』参照）。台北・国立故宮博物院蔵[7][16]。
- 平安帖（へいあんじょう）
- 姨母帖（いぼじょう）
- 奉橘帖（ほうきつじょう）

### 草書
- 十七帖（じゅうしちじょう）
羲之の手紙29通を集めて一巻としたもので、蜀郡の太守の周撫に与えた手紙が多い。初行に「十七日」の句があるのでこのように呼ばれる。本帖について、『右軍書記』[注 9]に20通分の墨蹟本をあげて、「これ烜赫（けんかく）たる著名の帖なり」としている。これが現在の「十七帖」の原形だと考えられている。また、『東観余論』に、「書中の龍なり」と評するなど、古来、草書の神品とされている[18]。
- 遊目帖（ゆうもくじょう）
『游目帖』とも書く[注 10]。本帖は、羲之が益州刺史・周撫に宛てた尺牘11行で、蜀郡への憧れを寄せている。古来『十七帖』の中の1帖『蜀都帖』（しょくとじょう）の双鉤塡墨本といわれ、良く知られた1帖であるが、伝承の正しい、つまり羲之の書を忠実に伝えている『十七帖』の刻本と比べると結体や筆法に相違があり、概ね本帖の方が結体が悪い。ただし伝来どおり双鉤塡墨の痕跡があり、また唐の太宗のときの貞観の小印が押されているという点から、唐人が臨書したものをもとにしての双鉤塡墨本であろうと考えられている。が、『十七帖』との先後を決定することは難しい。本帖は唐・宋代に宮廷コレクションに蔵され、1747年に清の内府に入り『三希堂法帖』に刻入された。その後、恭親王に帰し、1900年、義和団の乱の際に流出して、明治末期に日本に伝来し、大正2年（1913年）4月、京都府立図書館で一般公開された[19]。昭和20年（1945年）、所蔵者だった広島市の安達万蔵が原爆で被災し、以降、行方不明となり焼失したものとされている。その影印本が現存する[20][21][22][23]。
- 瞻近帖（せんきんじょう）
羲之が陶瞻に宛てたもので、陶瞻の来訪を心待ちにしていることを告げている。
- 行穣帖（こうじょうじょう）
2行15字[注 11]の尺牘の断簡であるが、古くから知られた羲之の名品である。文意は不明であり、2行目の先頭の文字についても、「示」（董其昌の説）・「意」（張彦遠の説）・「哀」（王澍の説）など見解の相違がある。本帖には王羲之独特の草書の書風が見出せず、それ以前からあった尺牘の書風によって王羲之が若い頃に書いたものと推察される。『三希堂法帖』や『余清斎帖』などに刻入され、臨模本がプリンストン大学美術館に収蔵されている[25][26]。
- 二謝帖（にしゃじょう、『二謝書帖』とも）
内容は、親しい謝氏の誰かが亡くなった悲しみを綴った尺牘で、草書で10行、77文字ある。その没した者は、謝尚（しゃしょう、308年 - 357年、中文）か、あるいは謝奕（しゃえき、？ - 358年、中文）ともいわれている。長春の溥儀コレクションが略奪されたあと、1948年に焼却されたと伝えられる[27]。本帖は『三希堂法帖』や『鄰蘇園帖』に刻されているが、『鄰蘇園帖』は『三希堂法帖』からの重刻である[28][29]。
- 秋月帖（しゅうげつじょう、『七月帖』とも）
内容は、ごく簡単な相手の安否を問う尺牘で、草書で７行、50文字ある。謝尚への見舞状ともいわれている。『都下帖』（とかじょう、『都下九日帖』・『桓公当陽帖』とも）と合わせて一軸とした14行の模本が存在し、現在、台湾の故宮博物院に収蔵されている。『都下帖』も草書の尺牘で、書風も酷似している。一般にその両帖一軸を日本では『秋月帖』と称し、中国では『七月都下帖』と称すことが多い。『三希堂法帖』・『淳化閣帖』に刻入されている[30][31][32]。
- 得丹楊書帖（とくたんようしょじょう）
羲之が遠く離れている友人に対し、会ってゆっくりと語り合いたいと綴っている。
- 袁生帖（えんしょうじょう）
羲之が都へ行った袁（袁宏あるいは袁嶠之）の近況を尋ねているが、宛先は不明である。
- 時事帖（じじじょう）
- 知念帖（ちねんじょう）
- 自慰帖（じいじょう）
- 皇象帖（こうぞうじょう）
- 晩差帖（ばんさじょう）
- 大熱帖（だいねつじょう）
- 転佳帖（てんかじょう）
- 初月帖（しょげつじょう）
- 妹至帖（まいしじょう）
- 長風帖（ちょうふうじょう）
- 労弊帖（ろうへいじょう）
- 荀侯帖（しゅんこうじょう）
- 寒切帖（かんせつじょう）
- 従洛帖（じゅうらくじょう）
- 遠宦帖（えんかんじょう）
- 参朝帖（さんちょうじょう）
- 弘遠帖（こうえんじょう）
- 分住帖（ぶんじゅうじょう）
- 周常侍帖（しゅうじょうじじょう）
- 謝生在山帖（しゃせいざいさんじょう

## 逸話
王羲之には次のような逸話がある。
ガチョウのエピソード
王羲之は幼い頃から鵞鳥が大好きであった。ある日のこと、一軒の家の前を通ると、鵞鳥の鳴き声が聞こえてきたので、譲って欲しいと頼んだところ、一人の老婆が出て来てこれを断った。
翌日、鳴き声だけでも聞かせてもらおうと、友人の一人を伴って、老婆の家に赴いた。この姿を家の窓から見つけた老婆は、すぐさま鵞鳥を焼いて食ってしまった。そして、老婆は彼に「鵞鳥は今食ってしまったところだよ」と答え、羲之は大変がっかりし、一日中溜め息をついていた。
それから数日後、鵞鳥をたくさん飼っている所を教えてくれる人がおり、その人に山の向こうの道観に案内され、道士に「一羽でもいいから譲って欲しい」と頼んだところ、道士はこの人が王羲之と知って、「老子の道徳経を書いて下さるなら、これらの鵞鳥を何羽でもあなたに差し上げます」と申した。彼は鵞鳥欲しさに張りきって道徳経一巻を書きあげ、それを持参して行って鵞鳥を貰い、ずっと可愛がったという。
文字（落書き）のエピソード
王羲之は興に乗ると手近な物に字を書いてしまう習性があった。
ある日のこと、酒屋で酒を買って帰る時に、店の主人が酒代を請求すると、羲之は酒代の代わりに壁に文字を書いたという。主人がその文字を見ると「金」という文字であった。主人がその文字を薄く削って売ったところ、莫大な値になり、その主人はおかげで裕福になったという。
またある日のこと、嘗て門人の家に行き、机の表面が非常に滑らかなのを見てそれに字を書いたのだが、門人の父親がこの落書きを見つけて削ってしまい、後でこれに気付いた門人は、何日もふさぎ込んでいたという。
またある日のこと、羲之が町の中を歩いていると、一人の老婆が扇を売っており、彼は売っている扇の何本かに五文字ずつ字を書いたところ、老婆は「どうしてくれる」と色をなして詰った。すると彼は「『これは王羲之という人が書いたものです』と言って売れば、少し高くいっても、きっと買ってくれます」と言ってその場を立ち去っていった。数日後、同じ場所を通ると、先日の老婆が彼を見つけて、「今日はこの扇に全部書いてください」と頼んだのだが、彼はただ微笑んだだけで、そのまま立ち去っていったという。